# Isack Hadjar
Isack Hadjar, né le 28 septembre 2004 à Paris, est un pilote automobile franco-algérien, ancien membre du Red Bull Junior Team. Vice-champion de Formule 2 2024, il fait ses débuts en Formule 1 chez Racing Bulls en 2025. 
Dès son troisième Grand Prix, il marque ses premiers points.

## Biographie
Isack Hadjar naît le 28 septembre 2004 à Paris. Son père, Yassine Hadjar, est un physicien et enseignant-chercheur originaire d'Alger, docteur en physique quantique. Sa mère, libano-algérienne, est directrice des ressources humaines,,. 
Possédant la double nationalité franco-algérienne, il évolue en sport automobile sous licence française,,,.

### 2012-2018: les débuts en karting
Initié au sport automobile par son père, lui-même pilote amateur, ainsi que par le film Cars, Isack Hadjar commence le karting en 2012,,,. Il dispute pendant deux ans le championnat de France avant de disputer le championnat d'Europe dans la catégorie junior en 2018, où il bat notamment Jak Crawford.

### 2019-2020: les débuts en monoplace
En 2019, Hadjar remporte le trophée Winfield et fait ses débuts en monoplace dans le championnat de France de Formule 4, il termine sa première saison avec une victoire à Spa-Francorchamps et se classe septième du championnat avec 118 points,. Durant l'hiver 2020, il participe au championnat des Émirats arabes unis de Formule 4 où il marque 56 points (en ne disputant que deux meetings sur les cinq du calendrier) avant de disputer sa deuxième saison dans le championnat de France,. Il se montre plus performant en décrochant trois victoires, deux pole positions et onze podiums, ce qui lui permet de se hisser à la troisième place du championnat avec 233 points,.

### 2021-2022: Formule régionale

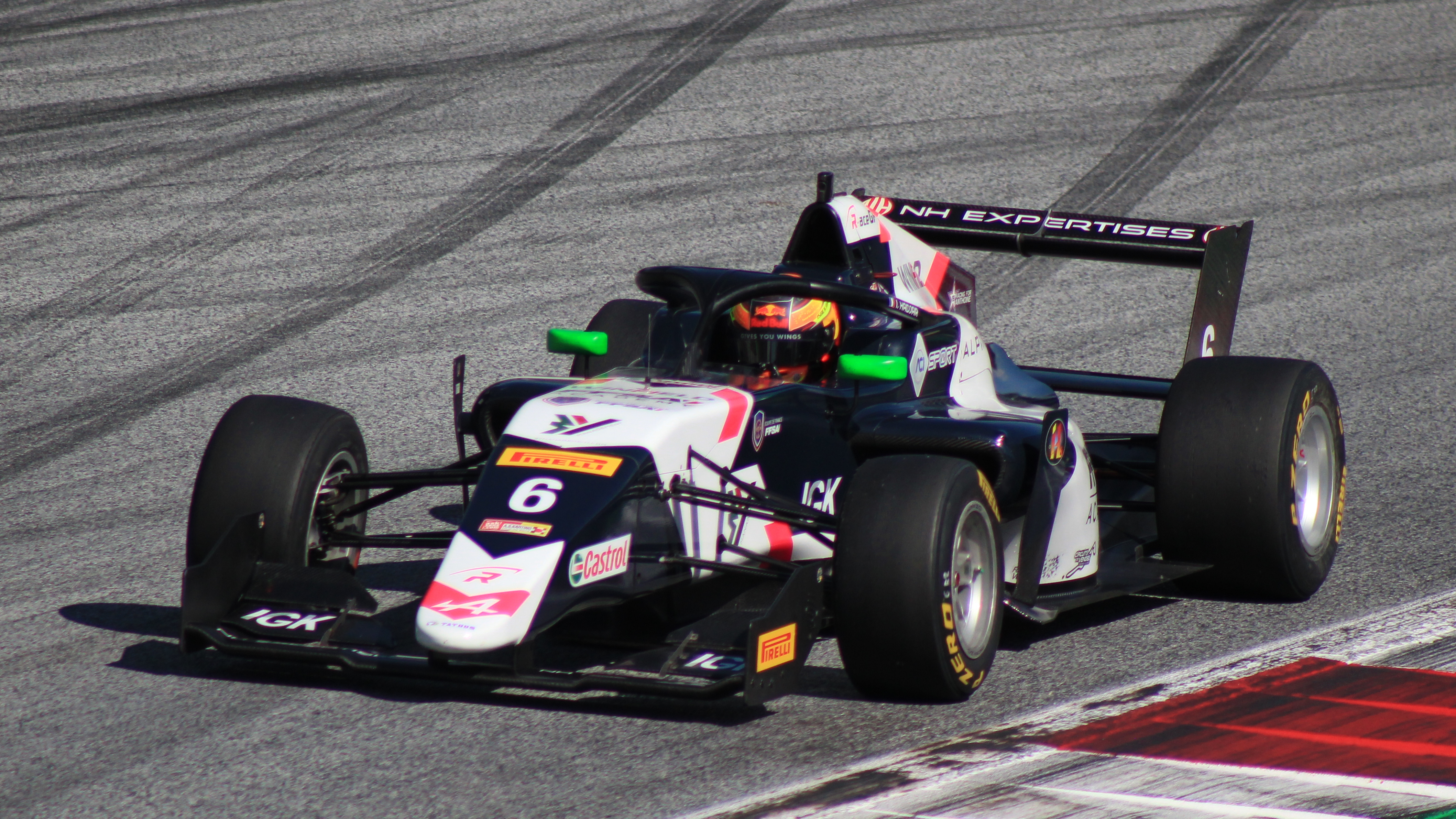
Hadjar en Formule régionale à Spielberg.

En 2021, Hadjar signe chez R-ace GP en Formule régionale européenne, où il fait équipe avec Hadrien David, Zane Maloney et Léna Bühler. Pendant l'hiver, il roule en Formule 3 asiatique pour préparer sa saison en Europe : il participe aux trois premières manches, montant cinq fois sur le podium en neuf courses, face à des pilotes vainqueurs en Formule 2 et expérimentés, comme Zhou Guanyu ou Jehan Daruvala.
En Formule régionale européenne, il inscrit ses premiers points dans le championnat dès sa première course en terminant septième. À Barcelone, Il se distingue en terminant de nouveau septième lors de la première course, puis monte sur son premier podium dans le championnat le lendemain, en terminant troisième de la seconde course disputée sur le circuit catalan.
Le Français confirme sa bonne dynamique lors de l'épreuve suivante, disputée sur le circuit de Monaco, en obtenant sa première victoire dans le championnat lors de la première course du week-end. Il termine ensuite deuxième de la seconde course, lui permettant de consolider sa première place de la catégorie Rookies et de se rapprocher du leader du championnat, Grégoire Saucy. Peu avant la mi-saison, alors qu'il pointe à la troisième place au classement général, le Français annonce rejoindre le Red Bull Junior Team pour la saison 2022.
Lors de la dernière épreuve de l'année, disputée sur le circuit de Monza, Hadjar termine deuxième de la première course, puis remporte sa seconde victoire de l'année le lendemain. Il se classe cinquième du championnat avec 2 victoires, 5 podiums et 166 points inscrits. Il est également sacré meilleur rookie.
En 2022, Hadjar dispute sa seconde saison dans le championnat asiatique avec Hitech Grand Prix. Il se classe troisième du championnat avec 1 pole position, 2 victoires, 5 podiums et 134 points inscrits.

### 2022: une année en Formule 3

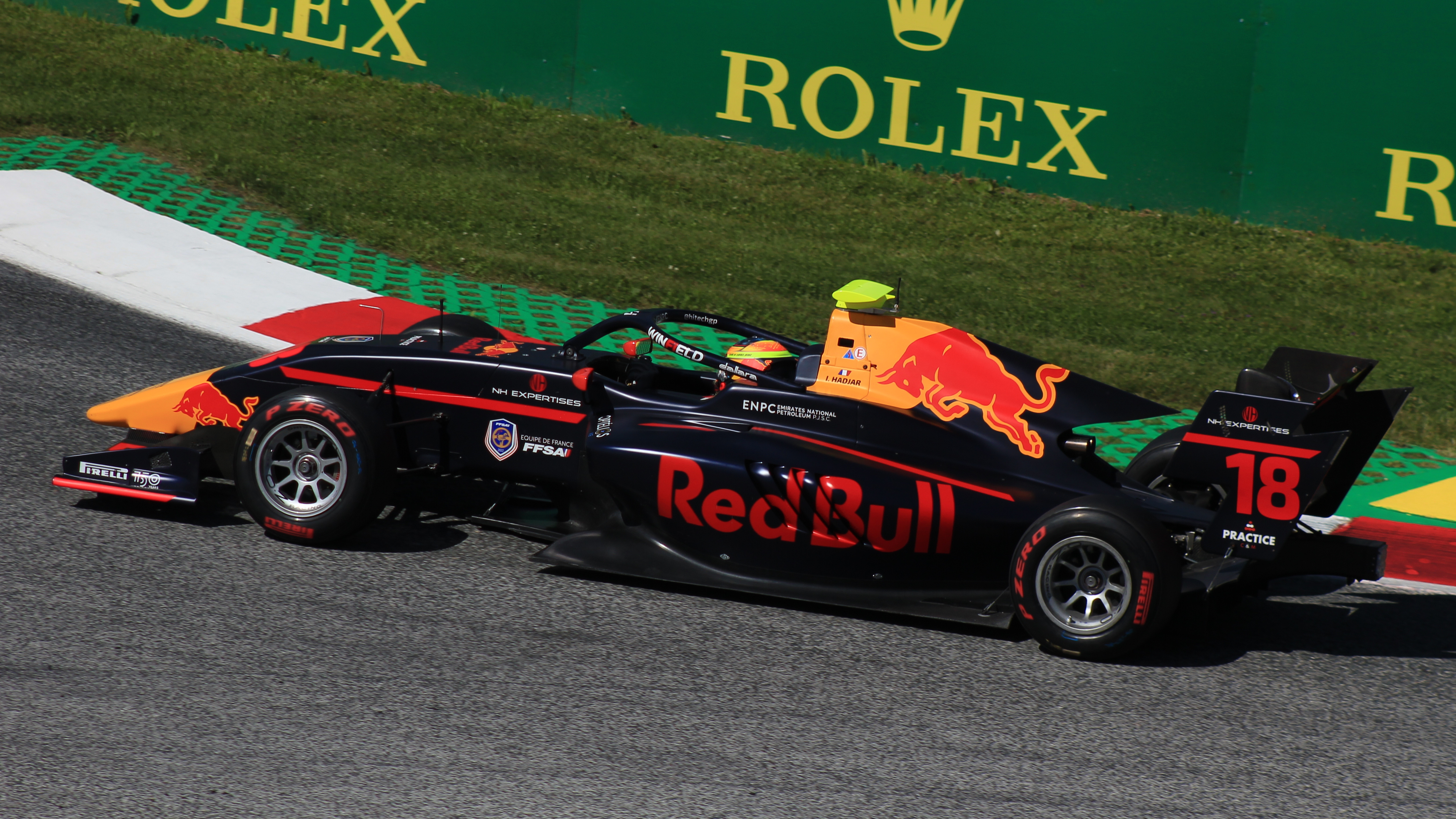
Hadjar en Formule 3 FIA en 2022 à Spielberg.

En novembre 2021, Hadjar prend part aux test de post-saison de Formule 3 avec Hitech. Il est officialisé par l'équipe britannique en janvier 2022, aux côtés de Kaylen Frederick et Nazim Azman.
Dès la première course de la saison, disputée sur le circuit de Sakhir, le Francilien se bat pour la victoire face à Oliver Bearman. Initialement classé deuxième, il profite d'une pénalité infligée au pilote britannique pour remporter sa première victoire dans le championnat.
Vainqueur de deux autres courses au cours de la saison, Hadjar est longtemps en lutte pour le titre face à Victor Martins et Oliver Bearman,. Ses performances lui valent les éloges de Helmut Marko, qui voit alors en lui un fort prétendant pour une place en Formule 1 pour la saison 2024.
Il perd cependant ses chances de sacre au cours du dernier week-end de l'année à Monza où, après une qualification ratée le vendredi, il ne termine que vingt-septième de la course sprint, puis neuvième de la course longue. Il se classe finalement quatrième du championnat avec 3 victoires, 5 podiums et 123 points,.

### 2023-2024: vice-champion de Formule 2

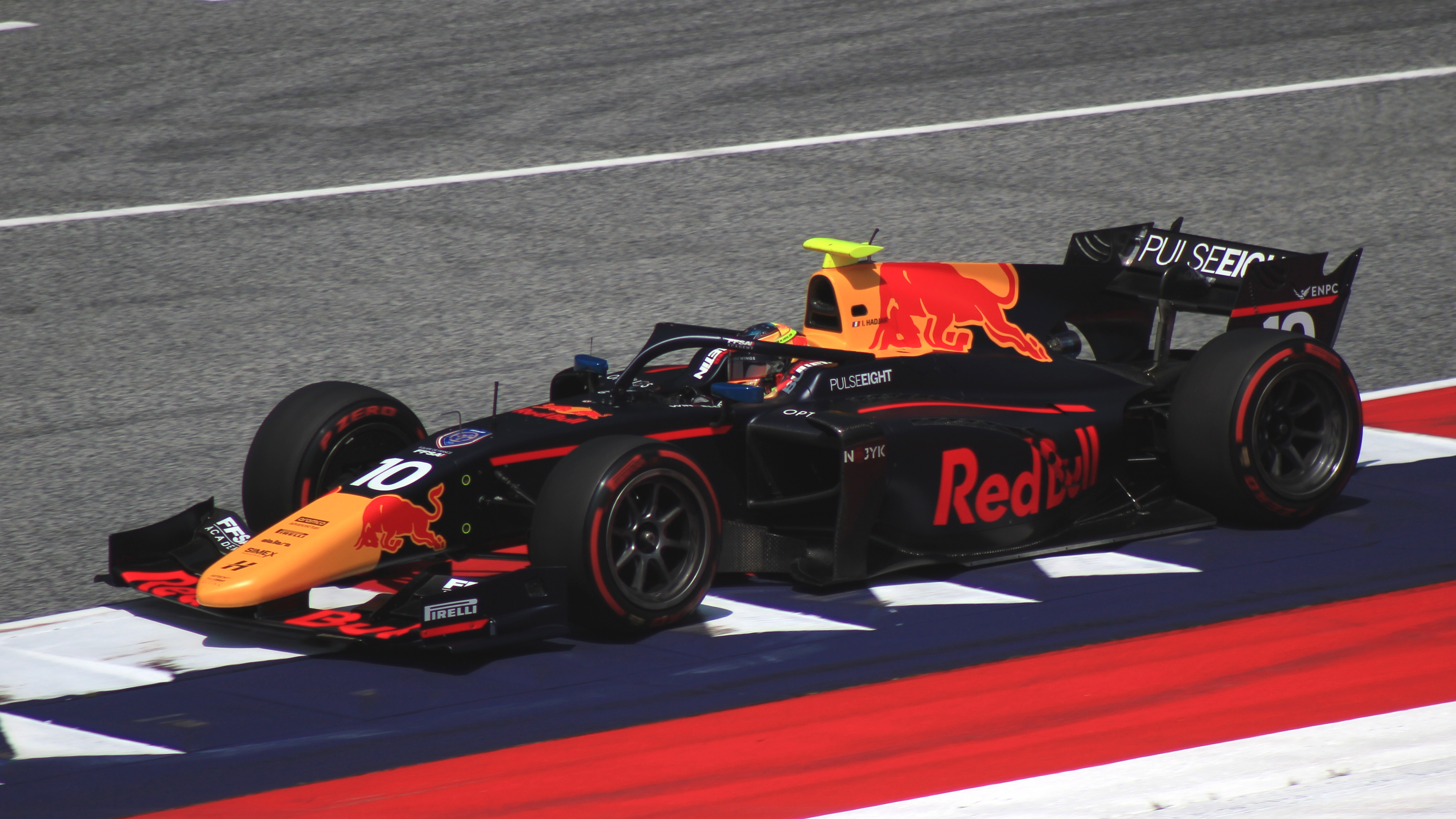
Hadjar en Formule 2 en 2023 à Spielberg.

Pour la saison 2023, Hadjar rejoint le championnat de Formule 2 et poursuit sa collaboration avec Hitech Grand Prix. Il fait équipe avec son ancien rival du karting Jak Crawford, également membre du Red Bull Junior Team.
Qualifié quatorzième lors de la première épreuve de l'année à Sakhir, il parvient à remonter jusqu'à la septième place en course principale. À Melbourne, il se qualifie en quatrième position, mais est victime d'une pénalité de trois places pour la course sprint. Il termine cette première course en sixième position. Une pénalité et un accrochage avec Roy Nissany ne lui permettent de terminer que quinzième de la course longue du week-end. À nouveau pénalisé lors de la course sprint de l'épreuve de Bakou à la suite d'un dépassement jugé illégal par les commissaires de piste, il parvient à remonter de la dix-huitième place à la septième en course longue grâce à une stratégie alternative,. Le Français subit ensuite un passage à vide, en ne marquant aucun point pendant 4 courses consécutives, perdant même une opportunité de victoire à Monaco à la suite d'un problème mécanique. Au Red Bull Ring, il profite de la disqualification de Clément Novalak lors de la course sprint pour monter sur son premier podium dans la catégorie, avec une troisième place.
À Zandvoort, le Francilien profite des problèmes mécaniques de Théo Pourchaire pour s'élancer en pole position de la course sprint. S'il en est déclaré vainqueur, il ne marque cependant aucun point, les conditions météorologiques et les différents accidents survenus lors de la course l'ayant empêché d'effectuer au moins deux tours sans intervention de la voiture de sécurité.
Lors la course sprint de Monza, Hadjar se bat pour la sixième position avec Crawford. En fin de course, les deux hommes se voient pénalisés de cinq secondes et se retrouvent hors du top-10. Durant la course principale, il profite de débris sur la piste et d'un passage forcé au stand de toutes les voitures pour changer de pneus. Il termine finalement douzième. À l'issue de la dernière manche de l'année disputée à Abou Dabi, le Francilien achève sa première saison dans le championnat à la quatorzième place avec 55 points.
Durant cette saison, Hadjar participe à la première séance d'essais libres du Grand Prix du Mexique avec la Scuderia AlphaTauri, qu'il achève à la dix-septième place,,. Lors du dernier Grand Prix de l'année à Abou Dabi, il prend de nouveau part à la première séance d'essais libres au volant de la RB19 de Max Verstappen, où il termine à nouveau à la dix-septième place,.

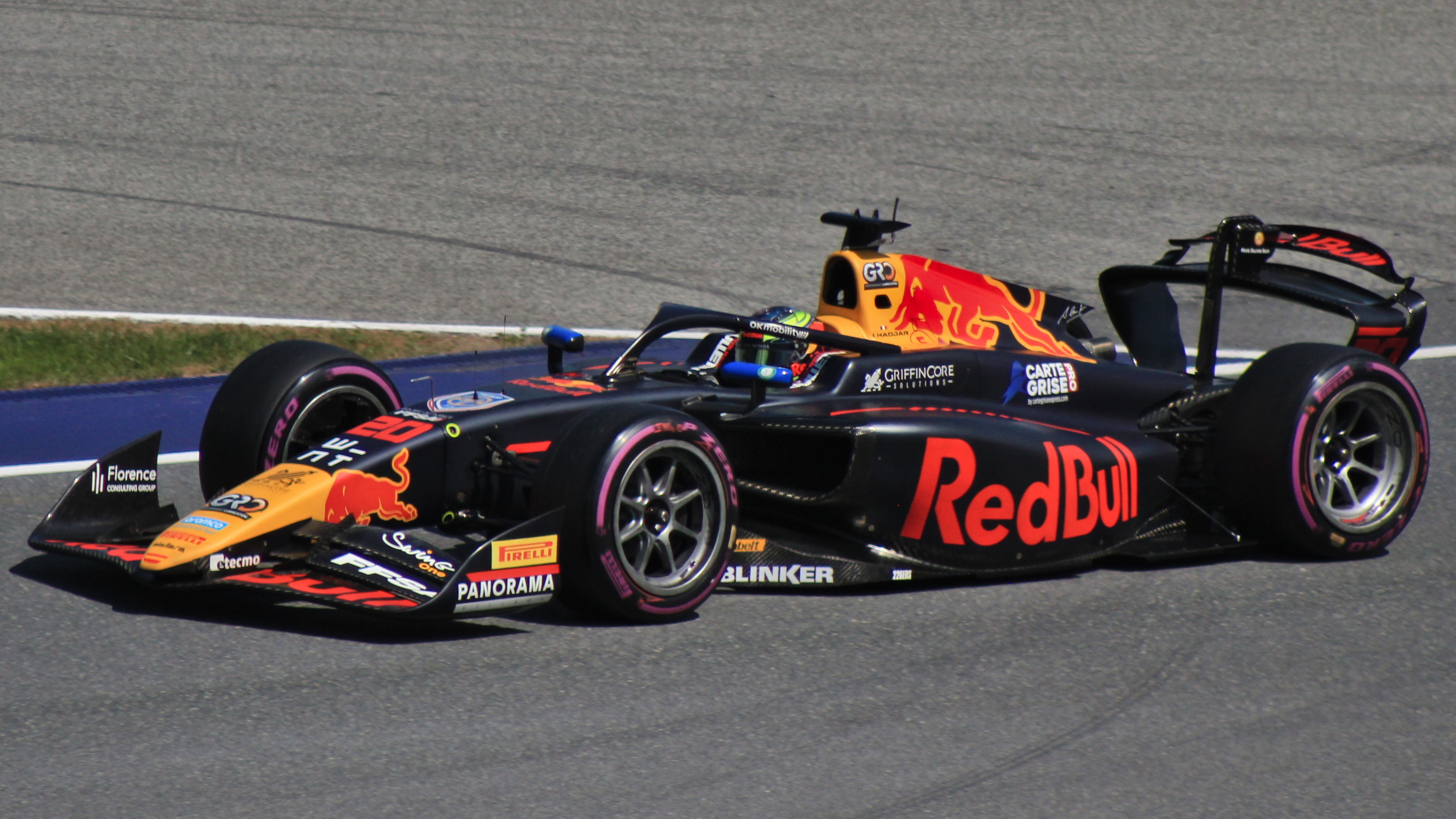
Hadjar en Formule 2 en 2024 à Spielberg.

Hadjar rejoint Campos Racing pour la saison 2024, aux côtés de Pepe Martí. Il prend également part aux essais d'après-saison 2023 avec l'équipe espagnole, où il réalise le meilleur temps lors de la troisième journée. Lors de l'épreuve de Melbourne, qualifié huitième, il termine premier de la course sprint mais est pénalisé de dix secondes et rétrograde à la sixième place. Il remporte la course principale le lendemain. À Imola, qualifié troisième pour la course principale, il remporte la course avec moins d'une seconde d'avance sur Gabriel Bortoleto. Durant le meeting de Silverstone, il réalise la pole position. Il gagne la course principale le lendemain et prend la tête du classement général devant Paul Aron, qui finit hors des points.
Lors de l'épreuve de Spa-Francorchamps, qualifié troisième, Hadjar prend sa quatrième victoire de la saison lors de la course principale. En lutte pour le titre face à Gabriel Bortoleto jusqu'à la dernière course de la saison à Abou Dabi où ils sont séparés par un demi-point d'écart, le Francilien perd ses chances de sacre à cause d'un calage au départ, qui le relègue en fond de classement. Dix-neuvième de la dernière course de l'année, il se classe vice-champion avec 192 points,.
Au cours de la saison 2024, il participe à nouveau à la première séance d'essais libres du Grand Prix de Grande Bretagne au volant de la RB20 de Sergio Pérez,,. À la suite de la titularisation de Liam Lawson chez Racing Bulls en remplacement de Daniel Ricciardo à l'issue du Grand Prix de Singapour, le Francilien est promu pilote de réserve par Red Bull en remplacement du Néo-Zélandais.

### 2025: débuts en Formule 1 chez Racing Bulls
Le 20 décembre 2024, Racing Bulls annonce la titularisation d'Isack Hadjar aux côtés de Yuki Tsunoda pour la saison 2025. Il choisit le 6 comme numéro permanent, en référence à ses débuts en karting,. Lors de sa première course de Formule 1, en Australie, le Français perd le contrôle de sa monoplace durant le tour de formation et ne peut prendre le départ en raison de dégâts trop importants sur son aileron arrière. Au Grand Prix du Japon, qualifié septième, Hadjar inscrit ses premiers points en Formule 1 en terminant huitième. Au Grand Prix d'Arabie Saoudite, quatorzième des qualifications, il termine dixième. À Imola, il renoue avec les points. Le weekend suivant, à Monaco, parti cinquième, il se classe sixième de l'épreuve.

## Résultats en compétition automobile

### Résultats en monoplace
| Saison | Championnat                                      | Écurie             | Courses | Victoires | Pole positions | Meilleurs tours | Podiums | Points | Classement |
| ------ | ------------------------------------------------ | ------------------ | ------- | --------- | -------------- | --------------- | ------- | ------ | ---------- |
| 2019   | Championnat de France de Formule 4               | Auto Sport Academy | 20      | 1         | 0              | 1               | 2       | 118    | 7e         |
| 2020   | Championnat des Émirats arabes unis de Formule 4 | 3Y Technology      | 8       | 0         | 0              | 0               | 0       | 56     | 11e        |
| 2020   | Championnat de France de Formule 4               | Auto Sport Academy | 21      | 3         | 2              | 6               | 11      | 233    | 3e         |
| 2021   | Championnat d'Asie de Formule 3                  | Evans GP           | 9       | 0         | 0              | 1               | 5       | 95     | 6e         |
| 2021   | Formule Régionale Europe                         | R-ace GP           | 20      | 2         | 1              | 3               | 6       | 166    | 5e         |
| 2022   | Formule Régionale Asie                           | Hitech Grand Prix  | 15      | 2         | 1              | 2               | 5       | 134    | 3e         |
| 2022   | Formule 3 FIA                                    | Hitech Pulse-Eight | 18      | 3         | 1              | 2               | 5       | 123    | 4e         |
| 2023   | Formule 2                                        | Hitech Pulse-Eight | 26      | 1         | 0              | 1               | 2       | 55     | 14e        |
| 2024   | Formule 2                                        | Campos Racing      | 28      | 4         | 1              | 2               | 8       | 192    | 2e         |

### Résultats en championnat du monde de Formule 1
| Saison | Écurie              | Châssis  | Moteur                                | Pneus   | GP disputés | Pole positions | Victoires | Podiums | Meilleurs tours | Dans les points | Abandons | Points inscrits | Classement |
| ------ | ------------------- | -------- | ------------------------------------- | ------- | ----------- | -------------- | --------- | ------- | --------------- | --------------- | -------- | --------------- | ---------- |
| 2025   | RB Formula One Team | VCARB 02 | Red Bull Powertrains V6 turbo hybride | Pirelli | 14          | 0              | 0         | 0       | 0               | 6               | 1        | 22              | 13e        |

| Saison        | Écurie              | Châssis  | Moteur                                | Pneus | 1       | 2       | 3      | 4       | 5       | 6       | 7      | 8      | 9      | 10      | 11      | 12       | 13        | 14      | 15  | 16  | 17  | 18  | 19  | 20  | 21  | 22  | 23  | 24  | Classement | Points inscrits |
| ------------- | ------------------- | -------- | ------------------------------------- | ----- | ------- | ------- | ------ | ------- | ------- | ------- | ------ | ------ | ------ | ------- | ------- | -------- | --------- | ------- | --- | --- | --- | --- | --- | --- | --- | --- | --- | --- | ---------- | --------------- |
| 2025          | RB Formula One Team | VCARB 02 | Red Bull Powertrains V6 turbo hybride | P     | AUS Np. | CHN 11e | JAP 8e | BAH 13e | ARA 10e | MIA 11e | EMI 9e | MON 6e | ESP 7e | CAN 16e | AUT 12e | GBR Abd. | BEL 20e+1 | HON 11e | P-B | ITA | AZE | SIN | USA | MEX | BRE | LVE | QAT | ABU | 13e        | 22              |
| Légende : ici |                     |          |                                       |       |         |         |        |         |         |         |        |        |        |         |         |          |           |         |     |     |     |     |     |     |     |     |     |     |            |                 |